# Flux
Flux är en programvara med vars hjälp det är möjligt att skapa och visa 3D-objekt. Flux finns i form av plugin till webbläsarna Internet Explorer och fungerar även som enskilt program.